# Torre de la Creu del Castellar
Los restos de la Torre de la Creu del Castellar, una torre de vigilancia medieval se encuentran en la cima del Puig de la Creu del Castellar al municipio de Calonge en la comarca catalana del Bajo Ampurdán. Era la vigilancia de más largo alcance del territorio calongino. El 22 de abril de 1949 el lugar fue protegido como bien cultural de interés nacional.

## Descripción
Se encuentra situado encima del Puig de la Cruz del Castellar en el macizo del Castellar o de Can Mont donde quedan los cimientos de una pequeña torre circular y de un muro que apenas sobresalen del terreno. El diámetro externo de la torre es de 7 metros y el grosor del muro es de un metro aproximadamente. El aparato era de piedra gruesa poco trabajada y unida con mortero, pero la vegetación abundante sólo permite adivinar dónde se situó la torre.
La torre desaparecida dominaba, como todavía hoy el mirador, una vista a cuatro vientos. Servía para vigilar el valle del río Rifred, por donde pasa el antiguo camino de las Gavarres hacia la llanura del valle de Calonge y para transmitir las señales a la valle de los molinos y Romanyà de la Selva.